# Assassinato de Victoria Stafford
Victoria "Tori" Elizabeth  Marie Stafford (15 de julho de 2000 – 08 de abril de 2009) foi uma menina canadense de 8 anos raptada, estuprada e assassinada em Woodstock, Ontário, Canadá, em abril de 2009. 
Ela foi vista pela última vez em vídeos de vigilância a caminhar com uma mulher, Terri-Lynne McClintic.
O seu desaparecimento e a subsequente investigação e busca foram tema de uma cobertura massiva dos meios de comunicação do Canadá. A busca pelo seu corpo acabou em 19 de Julho de 2009, quando os restos mortais de uma criança foram encontrados numa área florestal na zona rural de Ontário. Acreditou-se imediatamente serem os de Tori Stafford, o que foi confirmado numa conferência de imprensa dada a 21 de Julho. A resposta da polícia a seu rapto e a sua falha por não anunciarem um Alerta AMBER foram duramente criticados pelo público e levaram, depois, a uma revisão do sistema do Alerta AMBER no Canadá. 
As circunstâncias de sua morte eram desconhecidas pelo público até que em dezembro de 2010 o sigilo do caso foi suspenso.
Em abril de 2019, 10 anos após a morte da menina, seu pai disse que ainda não conhecia todos os detalhes de sua morte e que ainda lutava por justiça. 

## Envolvidos
Tori: a vítima, de apenas 8 anos.
Terri-Lynne McClintic: responsável pelo rapto e coautora do assassinato. Era namorada de Michael Thoms Rafferty e parente da mãe de Tori. 
Michael Thoms Rafferty: namorado de Terri, foi responsável pelo estupro e morte de Tori.

## Cronologia do caso
- 08 de abril de 2009: Tori é vista pela última vez.
- 20 de maio de 2009: a Polícia acusa Terri e Michael.
- 19 de julho de 2009: um corpo de criança é encontrado.
- 21 de julho de 2009: a polícia confirma que o corpo encontrado é de Tori.

## Rapto e homicídio
Tori foi vista pela última vez por volta das 3:30 do dia 08 de abril, após deixar a escola primária Oliver Stephens para ir para casa. Às 3:32 uma câmera captou imagens da menina seguindo pela Fyfe Avenue com uma mulher. Victoria vestia um casaco preto de Hannah Montana, com um capuz branco, uma camiseta verde, saia, sapatos pretos e brancos, e levava uma mochila roxa e rosa das Bratz. A mulher que a acompanhava foi descrita como uma mulher caucasiana, com idade entre os 19 e os 25 anos, entre 1,55 e 1,57 metros de altura, com peso entre 54 e 57 quilos, com cabelos longos lisos e pretos, presos num rabo de cavalo. Usava calças justas com um casaco de pelo branco. 
Quando a menina não voltou para casa, sua avó Linda Winters registrou o desaparecimento pouco depois das 18 horas. O caso foi mostrado no America's Most Wanted em 25 de abril.
A investigação inicial foi liderada pelo Serviço Policial da Comunidade de Oxford, mas depois se tornou uma operação conjunta com a Polícia Provincial de Ontário. 
Em 20 de Maio de 2009 a polícia acusou Michael Thoms Rafferty por homicídio em primeiro grau e Terri-Lynne McClintic por cumplicidade. Terri ajudou a polícia nas buscas pelos restos de Tori depois de sua prisão. 
No dia 21 de Julho, às 9 da manhã, a polícia confirmou que os restos mortais de uma criança, encontrados dias antes perto da Floresta Mount, aproximadamente a 500 metros de distância da Estrada 6, eram de Tori Stafford. Seu corpo foi encontrado dentro de sacos plásticos que estavam cobertos por pedras. Ela estava nua da cintura para baixo, usando apenas a camiseta da Hannah Montana e um par de brincos de borboleta que tinha pedido emprestado à sua mãe. A sua metade de baixo estava significativamente decomposta. 
Durante a autópsia descobriu-se que Tori tinha sofrido um espancamento que causou lacerações em seu fígado e quebrou suas costelas, e a sua eventual morte tinha sido causada por repetidas batidas na sua cabeça com uma picareta.

## Julgamento e prisão
A 20 de Maio de 2009, a polícia acusou Michael Thoms Rafferty, de 28 anos, por homicídio em primeiro grau, e Terri-Lynne McClintic, de 18 anos, por cumplicidade (além de acusações menores) no rapto e morte de Tori. A Polícia Provincial de Ontário indicou que a mãe de Tori, Tara McDonald, era parente de McClintic . McClintic ajudou a polícia nas buscas pelos restos de Tori Stafford depois de sua prisão e o seu advogado disse que sua cliente "queria que a família de Tori soubesse que ela estava tentando encontrar o seu corpo".
Em 28 de Maio de 2009, as acusações de McClintic foram alteradas para uma acusação de homicídio em primeiro grau e cárcere privado e foi anunciado que os acusados iam ser julgados em separado.
Uma apresentação de  McClintic no tribunal foi agendada para 30 de Abril de 2010, quando um juiz impôs também o sigilo sobre o caso. Esta restrição foi cancelada em 09 de dezembro de 2010,  revelando que Terri-Lynne McClintic tinha-se declarado culpada de assassinato e havia sido condenada à prisão perpétua na Grand Valley Institution for Women em Kitchener, em Ontário.
Em 5 de Março de 2012 teve início o julgamento de Michael Rafferty pelo rapto, abuso sexual e homicídio em primeiro grau de Tori Stafford. Em 11 de Maio, às 9:18 da noite, o júri declarou Rafferty culpado de todas as acusações. Quatro dias depois ele foi sentenciado à prisão perpétua sem possibilidade de liberdade condicional durante 25 anos.
Reclamando que as "instruções do juiz ao júri tinham sido violadas", Rafferty recorreu ao Tribunal de Recursos de Ontário em 26 de Julho. O limite de 30 dias para o recurso havia passado na altura em que os papéis foram recebidos, mas isto foi atribuído à sua "incapacidade de usar o telefone ou contactar conselho legal"  e foi pedida uma extensão. Os papéis do recurso de Rafferty pareceram ter sido preenchidos da Penitenciária de Kingston. Uma extensão ao pedido de recurso lhe foi concedida.
Em 10 de Junho de 2013, Michael Rafferty apareceu, em vídeo, apresentando seu pedido. Ajuda Legal lhe foi negada para o recurso.  Em 12 de Agosto, Rafferty teve a sua audiência no tribunal adiada até 10 de setembro de 2013. O recurso foi aceito em dezembro de 2013, mas até 20 de Janeiro de 2016 nada havia sido apresentado à corte.
Em 24 de outubro de 2016 Rafferty apresentou seu recurso ao juiz, em Toronto, mas a apelação foi negada no mesmo dia. 

### Progressão de pena
Em 2018, ambos obtiveram progressão de pena, o que foi duramente criticado em todo país e fez com o pai de Tori, Rodney Stafford, bem como outras vítimas e seus apoiadores, fosse ao Parlamento pedir mudanças nas leis. O Governo anunciou então mudanças para tornar mais difícil para prisioneiros que cumprem longas sentenças obterem tais facilidades.  
Michael havia sido transferido para uma prisão de média-segurança e Terri para uma de mínima-segurança, mas depois da mudança na lei, em novembro de 2018, ela teve que voltar para uma prisão de média-segurança, a Edmonton Institution for Women. Em maio de 2019 a imprensa noticiou que Terri estaria pedindo uma compensação por "tratamento injusto" por ter tido a progressão revertida. 
Em abril de 2019, 10 anos após a morte da filha, o pai de Tori disse que ainda não conhecia todas as circunstâncias de sua morte. Sobre a progressão de pena, que ele também criticou, disse: "aqui estou eu, uma década depois, ainda lutando por justiça para minha filha". 